# In the Year of the Pig
In the Year of the Pig (engl. für „Im Jahr des Schweins“) ist ein 1968 entstandener Dokumentarfilm des US-amerikanischen Regisseurs und Produzenten Emile de Antonio über die Ursachen des Vietnamkrieges. Der Film war in der Kategorie „Bester Dokumentarfilm“ für den Oscar nominiert.
Der Titel des Films bezieht sich auf das „Jahr des Schweins“ des chinesischen Kalenders. Er ist in Schwarz-Weiß gedreht und besteht zu großen Teilen aus original Film- bzw. Interviewmaterial aus über 40 Jahren vietnamesischer Geschichte, angefangen bei der französischen Kolonialherrschaft bis zum Vietnamkrieg. Er zeigt u. a. das dramatische Aufeinanderprallen des „American Way of Life“ und der vietnamesisch-buddhistischen Welt. Interviews mit zahlreichen prominenten Politikern, Wissenschaftlern, Journalisten und Soldaten sind in den Film eingewoben.
Da In the Year of the Pig in der heißesten Phase des Vietnamkrieges entstand und dem Publikum eine bis dahin von den US-Medien nicht gekannte bzw. wahrgenommene Seite des Krieges und des Landes zeigte, stieß der Film auf teilweise vehemente Kritik und Polemik – bis hin zu Bombendrohungen gegenüber den Kinos, die ihn zeigten.

## Kritiken
„Emile de Antonios Dokumentarfilm zählt zu den Klassikern des politischen Kinos. Er montiert dokumentarisches Material vor allem aus Wochenschauen zu einer parteilichen Chronik der Intervention der USA in Vietnam. Deutlich wird allein durch die Montage der disparaten Aufnahmen und Berichte, wie widersprüchlich und bewußt falsch politische Repräsentanten die amerikanische Vietnam-Politik darlegten. Zu spüren ist auch die Parteinahme des amerikanischen Filmemachers für die Befreiungsbewegung des Vietcong und für die Kriegsdienstverweigerer im eigenen Land.“

## Sonstiges
1985 verwendete die britische Indie-Rock-Pop-Band The Smiths das Filmposter – vervierfacht – als Cover für ihr Album „Meat Is Murder“.